# Pilea loeseneri
Pilea loeseneri är en nässelväxtart som beskrevs av Ignatz Urban och Ekman. Pilea loeseneri ingår i släktet pileor, och familjen nässelväxter. Inga underarter finns listade i Catalogue of Life.